# Приближается всадник
«Приближается всадник» (англ. Comes a Horseman) — американская драма 1978 года в стиле вестерн, снятая Аланом Пакулой. В главных ролях Джейн Фонда, Джеймс Каан, Джейсон Робардс и Ричард Фарнсуорт,
События фильма происходят на западе Америки 1940-х годов. Не являясь типичным вестерном, он рассказывает историю двух владельцев «ранчо (Каан и Фонда), чьей маленькой операции угрожают как экономические трудности, так и экспансионистские мечты местного землевладельца (Робардс).
Фарнсуорт, бывший каскадёр, получил номинацию на премию Оскар» за лучшую мужскую роль второго плана. Фильм собрал 9,6 миллиона долларов.

## Сюжет
События происходят в 1940-е годы, ближе к концу Второй мировой войны, на американском Западе. Место действия — большая плодородная долина, идеально подходящая для разведения крупного рогатого скота. Семья владельца ранчо Джейкоба У. Юинга (Джейсон Робардс) уже несколько поколений живет в долине, и его мечта — контролировать все это и оберегать его от нежелательных посягательств — например, от фермеров и нефтяников, которые хотят использовать землю для других целей. У Джейкоба гостит богатый нефтяной управляющий из Нью-Йорка Нил Аткинсон, чей покойный отец был хорошим другом и финансовым спонсором Юинга. Аткинсоны помогли ему выкупить землю у соседних владельцев ранчо, воспользовавшись их финансовыми проблемами (часто с некоторым «убеждением» от приспешников Джейкоба). Одна из оставшихся в живых — Элла Коннорс (Джейн Фонда), чья семья также занималась скотоводством в течение последних двух поколений и которая опирается на семью. Стареющий, но умелый ковбой, Доджер (Ричард Фарнсуорт). Ещё один участник событий — ветеран войны Фрэнк Атеарн (Джеймс Каан), которому Элла продала небольшой участок земли, чтобы оплатить свои счета. У Эллы и Джейкоба есть личная история, которую Элла хочет забыть, но которую Юинг продолжает рассказывать посторонним. Хотя он считает, что Элла не может пережить еще один сезон в таком финансовом положении, Элла и Фрэнк, оба из которых стремятся зарабатывать на жизнь скотоводством, вступают в нелегкий альянс. Это ещё более необходимо после опасного инцидента, спровоцированного Джейкобом с участием Фрэнка и его приятеля-ветерана Билли Джо Мейнарта (Марк Хэрмон). Тем временем Нил хочет исследовать всю долину в поисках нефти и использует финансовую поддержку своей семьи, чтобы заставить Юинга согласиться. Но Элла, Фрэнк и Нил вскоре обнаруживают, что Джейкоб пойдет на все, дабы получить желаемое.

## В ролях
- Джеймс Каан — Фрэнк «Бак» Атеарн
- Джейн Фонда — Элла Коннорс
- Джейсон Робардс — Джейкоб «JW» Юинг
- Джордж Гриззард — Нил Аткинсон
- Ричард Фарнсуорт — Доджер
- Джим Дэвис — Джули Блокер
- Марк Хэрмон — Билли Джо Мейнерт
- Мейкон МакКалман — Вирджил Ховертон
- Бэзил Хоффман — Джордж Баскомб
- Джеймс Клайн — Ральф Коул
- Джеймс Кич — Эмиль Крёг

## Производство
Фильм основан на оригинальном сценарии Comes a Horseman Wild and Free. В январе 1977 года было объявлено, что Джейн Фонда и Джеймс Каан сыграют главную роль.
«Тема этого фильма очень, очень американская», — сказал Пакула.
Каскадёр Джим Шепперд погиб во время съёмок 18 августа 1977 года, когда дублировал Джейсона Робардса. Его тащили за лошадью, которая свернула с курса, в результате чего Шеппард ударился головой о столб.

## Критика
Джин Сискел из Chicago Tribune дал фильму три с половиной звезды из четырех и назвал его «прекрасным фильмом — иногда величественным — за исключением концовки».
Менее восторженный отзыв лента получила от Variety: «Фильм был настолько „вялым“, что даже Джейн Фонда, Джеймс Каан и Джейсон Робардс не могут наполнить эмоциями эту искусственно-драматическую историю упрямого ранчера, который не сдастся местному земелевладельцу».
Фильм имеет 86 % баллов на Rotten Tomatoes на основе 7 обзоров.